# كريس ريتر
كريس ريتر (بالإنجليزية: Chris Ritter)‏ (29 أكتوبر 1990 بوينتكا في الولايات المتحدة - ) هو لاعب كرة قدم أمريكي في مركز الوسط. لعب مع شيكاغو فاير وChicago Fire U-23 ‏.

## وصلات خارجية
- كريس ريتر على موقع الدوري الأمريكي (الإنجليزية)
- كريس ريتر على موقع قاعدة بيانات كرة القدم.إي يو (الإنجليزية)
- كريس ريتر على موقع عالم كرة القدم.نت (الإنجليزية)
- كريس ريتر على موقع AS.com (الإسبانية)